# Сиваш (река)
Сиваш (также Апас-Багалак; укр. Сиваш, крымскотат. Sıvaş, Сываш) — маловодная балка в Джанкойском районе Крыма. Длина водотока — 7,0 км, площадь водосборного бассейна — 92,4 км².
В настоящее время, по номенклатуре Северо-Крымского канала, представляет собой главный коллектор № 21 (ГК-21) длиной 16,5 км (в том числе по руслу реки 7,0 км), покрывающий площадь с дренажной сетью 3636 гектаров\. Пролегает в северо-восточном направлении, притоков не имеет. Ложе балки состоит из аллювиальных (пойменных) суглинков и супесей, сверху покрытых лугово-каштановыми солонцеватыми почвами и их сочетаниями с лугово-степными солонцами.
Впадает залив Сиваша у села Зелёный Яр на отметке — 0,3 м от уровня моря. Водоохранная зона балки установлена в 100 м.